# Цинанхум
Цинанхум (лат. Cynanchum) — род кустарников и полукустарников, входящий в семейство Кутровые (Apocynaceae).

## Ботаническое описание
Представители рода — кустарники или многолетние травянистые растения, нередко вьющиеся. Листья расположены на стеблях супротивно, лишь у некоторых видов очерёдно, обычно на черешках. Цветки собраны в пазухах листьев, реже на концах побегов в зонтиковидные, щитковидные или кистевидные соцветия. Чашечки цветков состоят из пяти прямых долей. Венчики округлые, с короткой трубкой, пятидольчатые. Рыльца пестиков конические или выпуклые. Плоды — листовки веретеновидной или ланцетовидной формы, обычно гладкие.

## Распространение
Представители рода Цинанхум известны из Европы, Азии, Северной и Южной Америки и Африки.

## Таксономия

### Синонимы
- Adelostemma Hook.f. (1883)
- Aphanostelma Schltr. (1914)
- Bunburia Harv. (1838)
- Cyathella Decne. (1838)
- Cynoctonum E.Mey. (1838), nom. illeg.
- Decanemopsis Costantin & Gallaud (1906)
- Dicarpophora Speg. (1926)
- Drepanostemma Jum. & H.Perrier (1911)
- Exostegia Bojer ex Decne. (1844)
- Flanagania Schltr. (1894)
- Folotsia Costantin & Bois (1908)
- Gilgia Pax (1894)
- Glossonema Decne. (1838)
- Graphistemma (Chapm. ex Benth.) Champ. ex Benth. (1876)
- Holostemma R.Br. (1809)
- Karimbolea Desc. (1960)
- Mahafalia Jum. & H.Perrier (1911)
- Mastostigma Stocks (1852)
- Metalepis Griseb. (1866)
- Metaplexis R.Br. (1810)
- Monostemma Turcz. (1848)
- Nematostemma Choux (1921)
- Pentarrhinum E.Mey. (1838)
- Perianthostelma Baill. (1890)
- Petalostemma R.Br. (1814), nom. nud.
- Platykeleba N.E.Br. (1895)
- Prosopostelma Baill. (1890)
- Psanchum Neck. (1790), opus utique oppr.
- Pycnoneurum Decne. (1838)
- Raphistemma Wall. (1831)
- Roulinia Decne. (1844), nom. illeg.
- Rouliniella Vail (1902)
- Sarcocyphula Harv. (1863)
- Sarcostemma R.Br. (1810)
- Sarmasikia Bubani (1897)
- Schizocorona F.Muell. (1853)
- Seshagiria Ansari & Hemadri (1971)
- Sichuania M.G.Gilbert & P.T.Li (1995)
- Symphyoglossum Turcz. (1848)
- Telminostelma E.Fourn. (1885)
- Urostelma Bunge (1833)
- Voharanga Costantin & Bois (1908)
- Vohemaria Buchenau (1889)
- Ziervoglia Neck. (1790), opus utique oppr.

### Список некоторых видов
- Cynanchum acutum L., 1753 — Цинанхум острый
- Cynanchum anthonyanum Hand.-Mazz., 1936
- Cynanchum auriculatum Royle ex Wight, 1834
- Cynanchum batangense P.T.Li, 1990
- Cynanchum bicampanulatum M.G.Gilbert & P.T.Li, 1995
- Cynanchum boudieri H.Lév. & Vaniot, 1907
- Cynanchum brevicoronatum M.G.Gilbert & P.T.Li, 1995
- Cynanchum bungei Decne., 1844
- Cynanchum callialatum Buch.-Ham. ex Wight, 1834
- Cynanchum corymbosum Wight, 1834
- Cynanchum duclouxii M.G.Gilbert & P.T.Li, 1995
- Cynanchum giraldii Schltr., 1905
- Cynanchum heydei Hook.f., 1883
- Cynanchum insulanum (Hance) Hemsl., 1889
- Cynanchum kingdonwardii M.G.Gilbert & P.T.Li, 1995
- Cynanchum kintungense Tsiang, 1939
- Cynanchum kwangsiense Tsiang & H.T.Zhang, 1974
- Cynanchum longipedunculatum M.G.Gilbert & P.T.Li, 1995
- Cynanchum lysimachioides Tsiang & P.T.Li, 1974
- Cynanchum megalanthum M.G.Gilbert & P.T.Li, 1995
- Cynanchum officinale (Hemsl.) Tsiang & H.T.Zhang, 1974
- Cynanchum otophyllum C.K.Schneid., 1916
- Cynanchum paniculatum (Bunge) Kitag. ex H.Hara, 1948
- Cynanchum purpureum (Pall.) K.Schum., 1895
- Cynanchum sinoracemosum M.G.Gilbert & P.T.Li, 1995
- Cynanchum szechuanense Tsiang & H.T.Zhang, 1974
- Cynanchum thesioides (Freyn) K.Schum., 1895
- Cynanchum wallichii Wight, 1834
- Cynanchum wilfordii (Maxim.) Hook.f., 1883